# 魔宮戰士 (電影)
《魔宮戰士》（英語：The Quest）是一部1996年美國武打片，講述位於西藏深處神秘的「失落城」（Lost City）舉行一場武術大賽，使來自世界各地的武術好手齊聚一堂，獲勝者將獲得一尊珍貴的純金雕像「金龍」（Golden Dragon）。電影為尚-克勞德·范·達美的導演處女作，並與羅傑·摩爾、詹姆士·雷瑪、珍娜·崗恩共同擔綱主演。《魔宮戰士》於1996年4月26日在美國上映，口碑和票房一般，被視為失敗，但一些影評人將其納入范·達美的代表作。

## 劇情
在深夜一個空蕩蕩的酒吧裡，一名老人進入並等待服務，不久之後，一群小混混進入試圖搶劫。老人輕鬆地以近身搏鬥一一擊敗了他們。調酒師很驚訝地問他如何學習戰鬥。老人開始回憶起「很久以前的故事」。
克利斯·杜瓦是二十多歲的扒手，居住在1925年的紐約市。小時候曾是孤兒的杜瓦透過街頭表演和偷竊來照顧一大批年輕的孤兒。在從一群黑幫那裡偷了一大筆錢後，杜瓦被對方發現並制伏了，但鬥爭引起了警方的注意。在答應孩子們自己一定會回來之後，杜瓦躲到一艘船上甩開了警察。他被船員發現，並被走私槍枝的海盜監禁並被迫從事苦工。最終，船員決定不再需要杜瓦；但是在他被殺死之前，船隻被英國傭兵艾德格·陶普斯爵爺襲擊。在拯救了彼此的生命之後，陶普斯爵爺同意幫助返回美國，但欺騙了他，並將杜瓦賣給了暹羅海岸附近一個島上當奴隸。杜瓦在島上接受泰拳的訓練。
六個月後，陶普斯和他的搭檔哈利·史密斯發現杜瓦參加泰拳比賽，這時的他已經是名熟練的鬥士。陶普斯協助（或利用）杜瓦獲得了自由，好讓杜瓦能參加西藏神秘的「失落城」（Lost City）舉行的武術比賽。那裡有德國、蘇聯、蘇格蘭、西班牙、土耳其、巴西、韓國、暹羅、希臘、法國、中國、日本、沖繩、非洲和蒙古的代表參與淘汰賽。比賽的獲勝者將獲得一尊珍貴的純金雕像「金龍」（Golden Dragon）。旅途中還有美國記者凱莉·紐頓跟隨。杜瓦等人假扮美國代表——重量級拳擊冠軍麥西·迪文的接應者前往會場，但之後被麥西識破；在見識杜瓦的實力後，麥西自願讓他成為美國代表。杜瓦也在首場比賽中取勝，以免臨時換選手的麥西受罰。
陶普斯和哈利在比賽中途企圖偷走金龍，但被當場抓獲；杜瓦向主辦方求情，如果他能打贏比賽，就放兩人一條生路，且放棄金龍。杜瓦打進決賽，與蒙古代表可汗決鬥並最終擊敗了對方。成為最終勝者的杜瓦獲得了獎牌並被譽為最偉大的鬥士，根據協議放棄了金龍。
時間回到現在的酒吧，杜瓦解釋說他回到了紐約，並幫助孩子們改邪歸正；麥西幫助訓練了許多偉大的鬥士而成為名流，陶普斯和哈利在亞馬遜深處開設了一個貿易站。在最後一幕中，杜瓦闔上了一本名為《魔宮戰士》（The Quest）的書，由凱莉撰寫。

## 演員
- 尚-克勞德·范·達美飾演克利斯·杜瓦（Chris Dubois）[3]
- 羅傑·摩爾飾演艾德格·陶普斯爵爺（Lord Edgar Dobbs）[3]
- 詹姆士·雷瑪飾演麥西·迪文（Maxie Devine）
- 珍娜·崗恩（英语：Janet Gunn）飾演凱莉·紐頓（Carrie Newton）
- 傑克·麥基（英语：Jack McGee (actor)）飾演哈利·史密斯（Harry Smythe）
- 阿基·阿萊格（英语：Aki Aleong）飾演高·培漢（Khao Prahan）
- 阿卜杜·奎西（英语：Abdel Qissi）飾演可汗（Khan）
- 仁成外橋（Jen Sung）飾演方·培漢（Phang Prahan）
- 路易斯·曼迪魯飾演瑞吉（Riggi）
- 雷恩·庫崔那（英语：Ryan Cutrona）飾演奧基夫警官（Officer O'Keefe）
- 黃彼得（Peter Wong）飾演中國鬥士
- 北尾光司飾演日本鬥士
- 彼得·馬洛塔（英语：Pjetër Malota）飾演西班牙鬥士
- 布瑞克·布朗斯基（英语：Brick Bronsky）飾演俄羅斯鬥士

## 製作和發行
《魔宮戰士》為演員尚-克勞德·范·達美的導演處女作，製作預算約3000萬美元。製作工作並不順利，錢在中途花完，許多工作人員離職。《魔宮戰士》是當時他和環球影業合約的最後一部電影。電影於1996年4月26日在美國院線上映。

## 反響
《魔宮戰士》在美國首週末賺了700萬美元，票房排名第一。在5月6日當週跌至第三。最終在美國票房收入2160萬美元，國際票房收入3580萬美元，總計5740萬美元。
《魔宮戰士》在影評間負評居多，多數批評劇本單薄、故事與《拳霸天下》（1988年）和范·達美的導演方向。但一些影評人肯定《魔宮戰士》的製作價值、優美的異國風情以及羅傑·摩爾的演技，而武打片迷則稱讚片中展現了來自世界各地的各種格鬥風格。儘管如此，摩爾描述自己拍攝該片的經歷很糟糕，也是自己演過最差的一部電影。在評論匯總媒體爛番茄上根據21條評論，電影新鮮度僅14%，平均評分為3.9／10；該網站共識：「尚-克勞德·范·達美讓這導演處女作是應該更好英雄之旅的不溫不火翻新，令人難以記住。」
電影上映後，與范·達美共同創作故事的法蘭克·杜克斯起訴前者違反合約，理由是電影成品與他的手稿《決賽新龍》（Enter The New Dragon）太相似。1998年，杜克斯敗訴，陪審團認為他的證詞「不可信」，包括他聲稱與范·達美達成協議的錄音帶毀於1994年北岭地震。對判決提出上訴，但於1999年被駁回。

## 備註
1. ↑  這部電影的背景設定在1920年代，比賽的參賽者來自世界各地不同主權國家的戰士。宣布的首場戰鬥是「沖繩對日本」，但沖繩自1879年以來就已經是日本的一部分，距該比賽進行已有50年。

## 外部連結
- 互联网电影数据库（IMDb）上《魔宮戰士》的资料（英文）
- Box Office Mojo上《魔宮戰士》的資料（英文）
- 爛番茄上《魔宮戰士》的資料（英文）